# Jacqueline Patorni
Jacqueline Patorni (* 15. Mai 1917 in Paris als Jacqueline Horner; † 12. März 2002) war eine französische Tennisspielerin.

## Karriere
Jacqueline Horner nahm ab 1934 an den Internationalen französischen Tennismeisterschaften teil, die später als French Open ausgetragen wurden. In den Jahren 1936 und 1937 schied sie jeweils gegen die spätere Turniersiegerin Hilde Sperling in der dritten Runde aus. In den Jahren 1938 und 1939 erreichte sie bei den Meisterschaften mit verschiedenen Partnerinnen jeweils das Halbfinale, wo sie jedoch ihren Gegnerinnen unterlegen waren.
Nach ihrer Hochzeit am 12. April 1942 mit dem Schauspieler Raphaël Patorni spielte sie unter ihrem Ehenamen. Zwischen 1940 und 1945 wurden aufgrund des Zweiten Weltkriegs die internationalen französischen Meisterschaften ausgesetzt. In dieser Zeit wurde das Tournoi de France als Ersatzveranstaltung, an der nur Franzosen und Spieler aus französischen Club teilnehmen durften, ausgetragen. Im Jahr 1944 erreichte Patorni das Finale dieses Turniers und musste sich dort Raymonde Veber geschlagen geben. Patornis größter Karriereerfolg war der Einzug ins Mixed-Finale der French Open im Jahr 1954. Mit ihrem Partner Rex Hartwig verlor sie das Finale gegen Maureen Connolly und Lew Hoad.

## Finalteilnahmen bei Grand-Slam-Turnieren

### Mixed
| Nr. | Datum        | Turnier     | Belag | Partnerin   | Finalgegnerinnen          | Ergebnis |
| --- | ------------ | ----------- | ----- | ----------- | ------------------------- | -------- |
| 1.  | 30. Mai 1954 | French Open | Sand  | Rex Hartwig | Maureen Connolly Lew Hoad | 4:6, 3:6 |